# Lakenham
Lakenham – osada w Anglii, w Norfolk, w dystrykcie Norwich. W 2011 miejscowość liczyła 9326 mieszkańców. Lakenham jest wspomniana w Domesday Book (1086) jako Lakemham.